# Bultaco 200
La Bultaco 200 fou un model de motocicleta de turisme fabricat per Bultaco entre 1962 i 1964. Molt semblant estèticament a la Tralla i a la 155 (les primeres motos fabricades per Bultaco, llançades respectivament el 1959 i el 1960), era una evolució d'aquesta darrera, a la qual s'havia augmentat el motor des dels 153 cc fins als 196, amb la qual cosa oferia encara més potència i facilitat de conducció. Aquest nou motor equipà més tard nombrosos models desenvolupats per Bultaco, entre ells la primera Metralla (1962) i les Sherpa N i Matador 200 de 1963.
Les principals característiques de la 200 eren les següents: motor de dos temps monocilíndric refrigerat per aire amb canvi de 4 velocitats, bastidor de bressol simple, frens de tambor i amortidors de forquilla convencional davant i telescòpics darrere. Era una moto molt fiable i eficaç i representà l'inici de la saga de "gran turisme" de la marca. Finalment, a la fi de 1964 es deixà de fabricar i fou substituïda per un model nou, inicialment molt semblant tant en l'apartat estètic com en el mecànic: la Saturno 200.

## Característiques
Fitxa tècnica
| Bultaco 200 | Bultaco 200                   | Bultaco 200 |
| --- | ----------------------------- | ----------- |
| Id. Model | 2                             |             |
| Núm. Sèrie | 204.059 - 214.300             |             |
| Anys | 1962 - 1964                   |             |
| CC | 196,04                        |             |
| Diàmetre x Carrera | 64,5 x 60 mm                  |             |
| Compressió | 8:1                           |             |
| CV | 16,3 a 6.000 rpm              |             |
| Carburador | 25 mm                         |             |
| Canvi | 4 velocitats                  |             |
| Pneumàtic davant | 2,50 x 19"                    |             |
| Pneumàtic darrera | 2,75 x 19"                    |             |
| Frens davant | 160 x 35 mm                   |             |
| Frens darrera | 140 x 40 mm                   |             |
| Pes en sec | 95 kg                         |             |
| Dipòsit | Verd grisós i argentat (16 l) |             |
| \| • Altres \| \| -------------------------------------------------------------------------------------------------------------------------------------------------------------------------------------------------------------------- \| \| - Encesa: Volant FEMSA VAR 41-5 - Consum: 3,2 l x 100 km - Velocitat màxima: 105 km/h - Longitud total: 1.980 mm - Distància entre eixos: 1.310 mm - Alçada del selló: 775 mm - Manillar (alt x ample): 560 x 930 mm \| |                               |             |
| • Altres |                               |             |
| - Encesa: Volant FEMSA VAR 41-5 - Consum: 3,2 l x 100 km - Velocitat màxima: 105 km/h - Longitud total: 1.980 mm - Distància entre eixos: 1.310 mm - Alçada del selló: 775 mm - Manillar (alt x ample): 560 x 930 mm |                               |             |